# Copa América de Ciclismo de 2006
A Copa América de Ciclismo de 2006 foi a sexta edição da Copa América de Ciclismo, que ocorreu no dia 8 de janeiro de 2006 em São Paulo. Foi realizada no autódromo de Fórmula 1 de Interlagos, no circuito de 4.3 quilômetros. A prova abriu o calendário nacional de ciclismo de 2006 e foi um evento de categoria 1.2 no circuito UCI America Tour. No masculino, a decisão foi para o sprint final e a vitória ficou com Nilceu dos Santos. No feminino, a decisão também foi pro sprint, no qual Clemilda Fernandes saiu vitoriosa. Ambos haviam vencido a prova no ano anterior, e, com isso, tornaram-se os primeiros bicampeões da Copa América de Ciclismo.
Um total de R$ 28.000 foi distribuído em premiações, tanto para os primeiros colocados gerais como também nas metas volantes da prova. Cada volta equivalia a uma meta volante, ou seja, os dois primeiros ciclistas a completar a volta ganhavam um prêmio em dinheiro. A elite masculina percorreu 8 voltas no Autódromo, em um total de 34,5 quilômetros, ao passo que a elite feminina percorreu 5 voltas, totalizando 21,5 quilômetros. Além de ser disputada pela elite masculina e feminina, a prova também ocorreu para outras 10 categorias, contando com a participação de 626 ciclistas no total.

## Resultados

### Masculino
A categoria elite masculino percorreu 8 voltas no circuito em Interlagos. A curta quilômetragem e as metas volantes em cada volta garantiram uma prova bem disputada, com diversos ataques e, em algumas voltas, a média de velocidade ultrapassou os 48 km/h. Entretanto, como geralmente acontece na Copa América, nenhuma fuga conseguiu ir até o fim, e a prova foi decidida no sprint final. O defensor do título Nilceu dos Santos foi o mais rápido e conquistou a vitória, batendo o 2º colocado Rodrigo de Melo Brito por apenas uma roda. Com isso, Nilceu se tornou o primeiro bicampeão da prova, tendo vencido em 2005. Héctor Figueras completou o pódio.
|    | Ciclista                | Equipe                                        | Tempo   |
| -- | ----------------------- | --------------------------------------------- | ------- |
| 1  | Nilceu dos Santos       | Scott - Marcondes César - São José Dos Campos | 45' 25" |
| 2  | Rodrigo De Melo Brito   | CESC - São Caetano - Sundown - Nossa Caixa    | m.t.    |
| 3  | Héctor Figueras         | CESC - São Caetano - Sundown - Nossa Caixa    | m.t.    |
| 4  | Roberson Figueiredo     | Scott - Marcondes César - São José Dos Campos | m.t.    |
| 5  | Fabiele Mota            | São Lucas Saúde - Americana                   | m.t.    |
| 6  | Willian Alves de Araujo | Prociclo                                      | m.t.    |
| 7  | Juan Cabrera            | Chile                                         | m.t.    |
| 8  | Armando Camargo         | Memorial - Santos - Giant                     | m.t.    |
| 9  | Carlos França           | Peels - Caloi - Iracemapólis                  | m.t.    |
| 10 | Francisco Chamorro      | CESC - São Caetano - Sundown - Nossa Caixa    | m.t.    |

### Feminino
A prova feminina percorreu 5 voltas no circuito. A vencedora da Copa América de 2005 Clemilda Fernandes atacou junto com Rosane Kirch e Carla Gardenal, e as três conseguiram levar a fuga até o final, decidindo a vitória no sprint. Clemilda foi a mais rápida e garantiu o bicampeonato da Copa América, mantendo a dominação da "família Fernandes" na Copa América, que venceu pela quartar vez em quatro edições do evento para a categoria elite feminino. O pelotão chegou 53 segundos depois, com a venezuelana Karelia Machado conquistando a 4ª colocação.
|   | Ciclista           | Equipe                      | Tempo   |
| - | ------------------ | --------------------------- | ------- |
| 1 | Clemilda Fernandes | Clube Fernandes De Ciclismo | 34' 26" |
| 2 | Rosane Kirch       | Avulso                      | m.t.    |
| 3 | Carla Gardenal     | Fupes Santos                | m.t.    |
| 4 | Karelia Machado    | Seleção da Venezuela        | + 53"   |
| 5 | Janildes Fernandes | Clube Fernandes De Ciclismo | + 53"   |

### Demais Categorias
| Categoria               | Vencedor               |
| ----------------------- | ---------------------- |
| Open Speed              | Alberto Delia Santiago |
| Juvenil Masculino       | Gustavo Costa          |
| Juvenil Feminino        | Yasmin dos Santos      |
| Kids Masculino          | Gabriel Simeoni        |
| Kids Feminino           | Flávia Fernandes       |
| Open Masters            | Gilberto Garcia        |
| Free Power MTB          | Expedito Junior        |
| Open Infantil Masculino | Matheus Rocha          |
| Open Infantil Feminino  | Halana Rodrigues       |

## Ligações Externas
- Resultados no Cycling News (ing)